# Odontoglossum crocidipterum
Odontoglossum crocidipterum, the Saffron-yellow Two-winged Odontoglossum, là một loài lan được tìm thấy ở Colombia đến tây bắc Venezuela.

## Hình ảnh

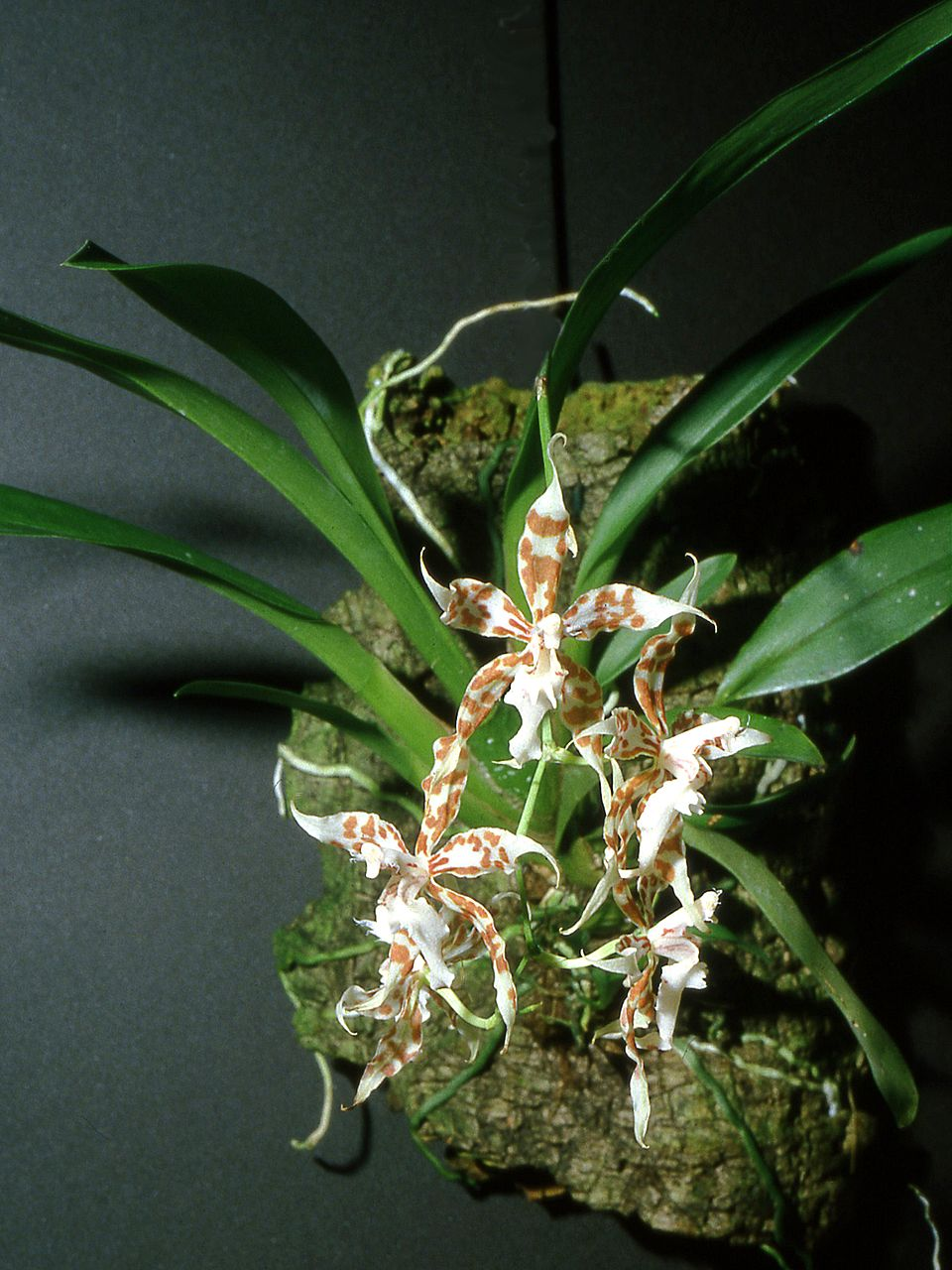
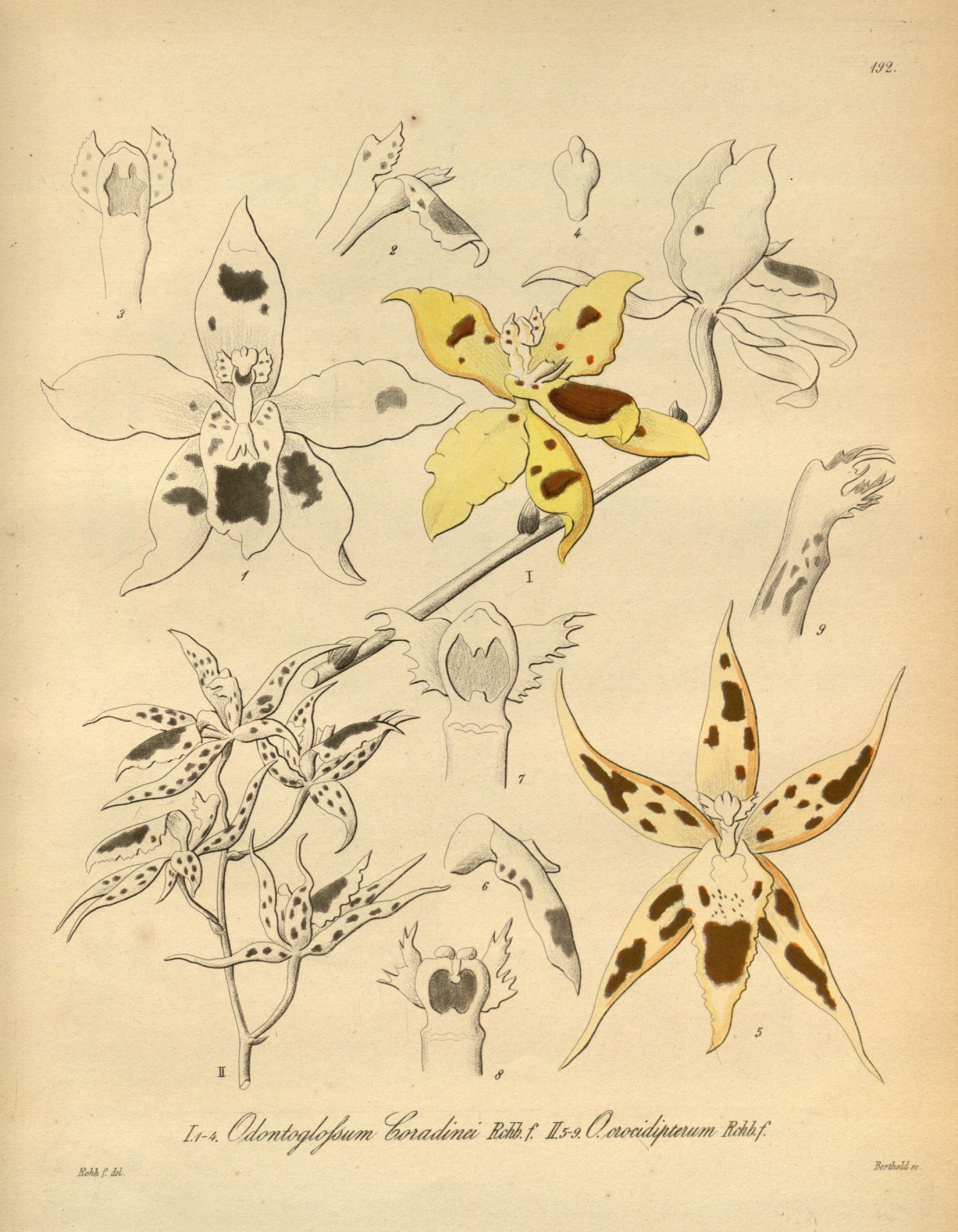